# 1946 na ciência

## Nascimentos
| Data            | Nome                           | Profissão                            | Nacionalidade           | Observações                               | Ref         |
| --------------- | ------------------------------ | ------------------------------------ | ----------------------- | ----------------------------------------- | ----------- |
| 17 de janeiro   | José Mauro Volkmer de Castilho | pesquisador                          | Brasil                  |                                           |             |
| 23 de janeiro   | Boris Berezovsky               | matemático, empresário e político    | União Soviética         |                                           |             |
| 26 de fevereiro | Ahmed H. Zewail                | químico                              | Egito / Estados Unidos  | Nobel de Química 1999                     | [ 1 ]       |
| 7 de abril      | Robert Metcalfe                | cientista de computação e engenheiro | Estados Unidos          | Medalha de Honra IEEE 1996                | [ 2 ]       |
| 22 de abril     | Paul Davies                    | físico, escritor e apresentador      | Reino Unido / Austrália | Prémio Michael Faraday 2002               | [ 3 ]       |
| 6 de maio       | Luiz Mott                      | antropólogo                          | Brasil                  |                                           |             |
| 5 de julho      | Gerardus 't Hooft              | físico                               | Países Baixos           | Nobel de Física 1999 Medalha Lorentz 1986 | [ 4 ] [ 5 ] |
| 2 de agosto     | Nigel Hitchin                  | matemático                           | Reino Unido             | Medalha Sylvester 2000                    | [ 6 ]       |
| 7 de agosto     | John Mather                    | astrofísico e cosmólogo              | Estados Unidos          | Nobel da Física 2006                      | [ 4 ]       |
| 24 de dezembro  | Andrew Chi-Chih Yao            | cientista de computação              | China                   | Prémio Turing 2000                        | [ 7 ]       |
| ??              | Terence McKenna                | cientista                            | Estados Unidos          |                                           |             |
| ??              | Joseph Sifakis                 | informático                          | Grécia                  | Prémio Turing 2007                        | [ 7 ]       |
| ??              | Clifford Martin Will           | físico matemático                    | Canadá / Estados Unidos |                                           |             |

## Mortes
| Data           | Nome                   | Profissão                      | Nacionalidade                         | Observações                                                   | Ref           |
| -------------- | ---------------------- | ------------------------------ | ------------------------------------- | ------------------------------------------------------------- | ------------- |
| 21 de abril    | John Maynard Keynes    | economista                     | Reino Unido da Grã-Bretanha e Irlanda | n. 1883                                                       |               |
| 26 de abril    | Louis Bachelier        | matemático                     | França                                | n. 1870                                                       |               |
| 12 de março    | Leonida Tonelli        | matemático                     | Itália                                | n. 1885                                                       |               |
| 23 de março    | Gilbert Newton Lewis   | químico                        | Estados Unidos                        | n. 1875                                                       |               |
| 4 de junho     | Ernst Leonard Lindelöf | matemático                     | Finlândia                             | n. 1870                                                       |               |
| 14 de junho    | Federigo Enriques      | matemático e filósofo          | Itália                                | n. 1871                                                       |               |
| 23 de junho    | Arthur William Rogers  | naturalista e geólogo          | Reino Unido da Grã-Bretanha e Irlanda | n. 1872 Medalha Bigsby 1907 Medalha Wollaston 1931            | [ 8 ] [ 9 ]   |
| 4 de julho     | Othenio Abel           | botânico                       | Império Austro-Húngaro                | n. 1875 Medalha Bigsby 1911 Medalha Daniel Giraud Elliot 1920 | [ 8 ] [ 10 ]  |
| 16 de setembro | James Hopwood Jeans    | físico, astrónomo e matemático | Reino Unido da Grã-Bretanha e Irlanda | n. 1877 Medalha Real 1919                                     | [ 11 ]        |
| 28 de outubro  | Percy F. Frankland     | químico                        | Reino Unido da Grã-Bretanha e Irlanda | n. 1858 Medalha Davy 1919                                     | [ 12 ]        |
| 19 de dezembro | Paul Langevin          | físico                         | França                                | n. 1872 Medalha Copley 1940 Medalha Hughes 1915               | [ 13 ] [ 14 ] |

## Prémios

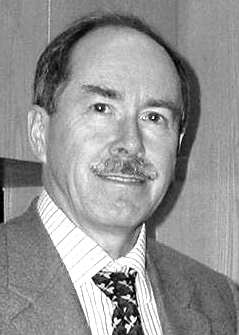
Gerardus 't Hooft

### Medalha Bruce
- Paul W. Merrill[15]

### Medalha Copley
- Edgar Douglas Adrian[13]

### Medalha Davy
- Christopher Kelk Ingold[12]

### Medalha Guy de ouro
- Ronald Fisher[16]

### Medalha Hughes
- John Randall[14]

### Medalha de Ouro da Royal Astronomical Society
- Jan Hendrik Oort[17]

### Medalha Penrose
- T. Wayland Vaughan[18]

### Medalha Real
- Cyril Dean Darlington[11] e William Lawrence Bragg[11]

### Medalha Rumford
- Alfred Egerton[19]

### Prémio Nobel
- Física - Percy Williams Bridgman[4]
- Química - Fritz Pregl,[1] John Howard Northrop[1] e Wendell Meredith Stanley[1]
- Fisiologia ou Medicina - Hermann J. Muller[20]